# Adolfo Hohenstein
Adolfo Hohenstein (San Petersburgo, 18 de marzo de 1854 - Bonn, 12 de abril de 1928) fue un pintor, ilustrador, escenógrafo y diseñador de vestuario alemán. Hohenstein fue uno de los cartelistas más conocidos de su tiempo y es considerado un pionero del modernismo en Italia.

## Biografía

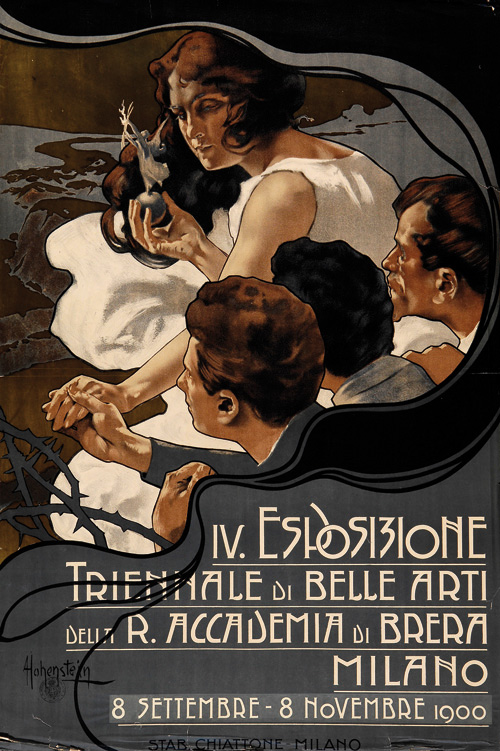
La IV Exposición Trienal de Bellas Artes de Milán de 1900, cartel diseñado por Adolf Hohenstein

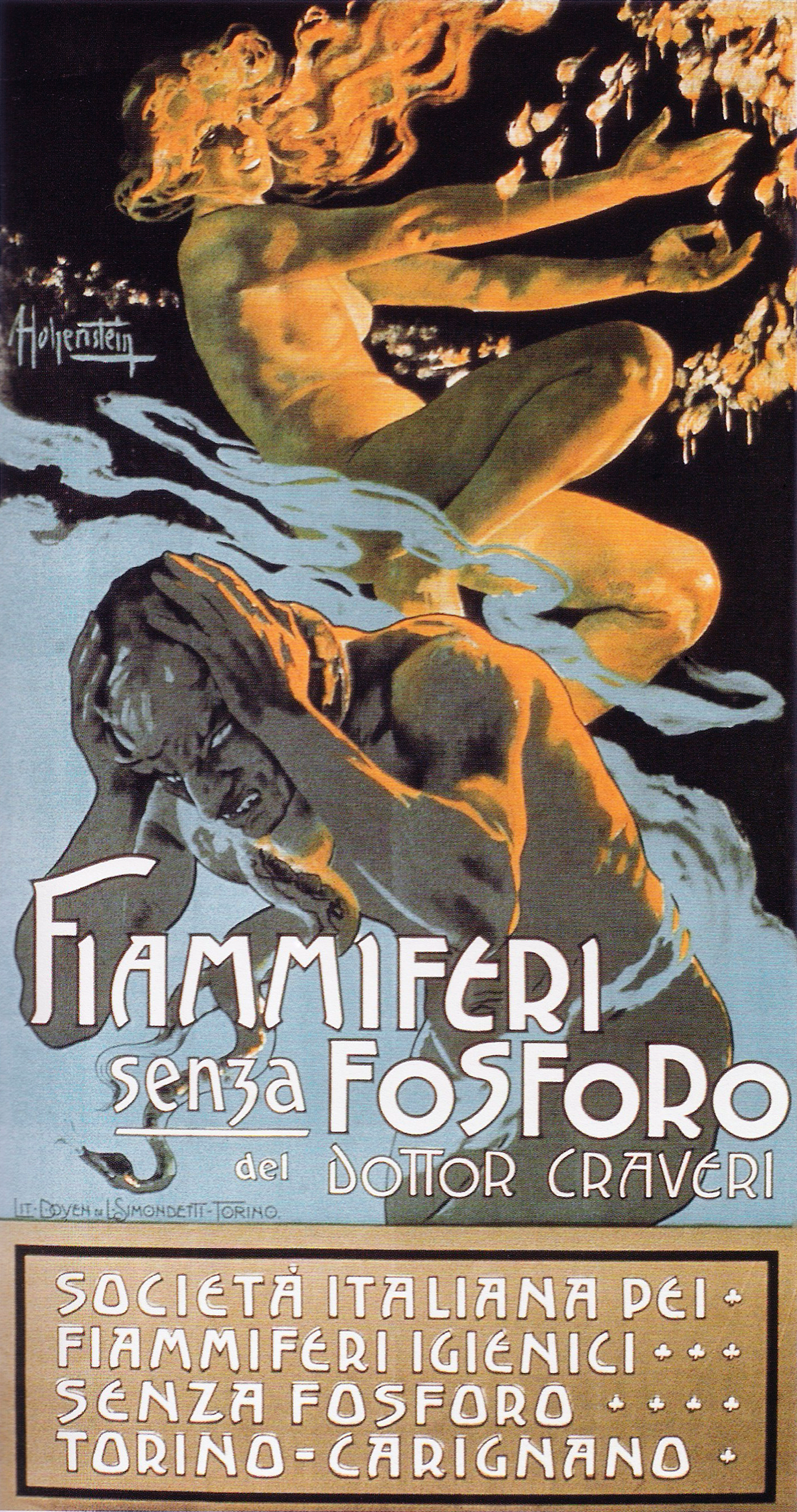
Cartel de Hohenstein, 1905.

Hohenstein fue hijo de padres alemanes, Julius y Laura Irack, y nació en San Petersburgo. Más tarde, la familia se trasladó a Viena, donde se crio y recibió su educación. Las primeras giras lo llevaron a la India, donde decoró casas de la clase alta. En 1879 se trasladó a Milán, donde comenzó su período más creativo. 
Fue nombrado diseñador de vestuario en el Teatro alla Scala y otros teatros y óperas. Contratado como director de arte y diseños, incluidos los carteles para las óperas La Bohème (1896), Tosca (1900) y Madama Butterfly (1904) de Giacomo Puccini, con quien trabajó muy de cerca en varias ocasiones, gráficos para la compañía de bebidas Campari y el periódico Corriere della Sera, así como postales y portadas de libros. 

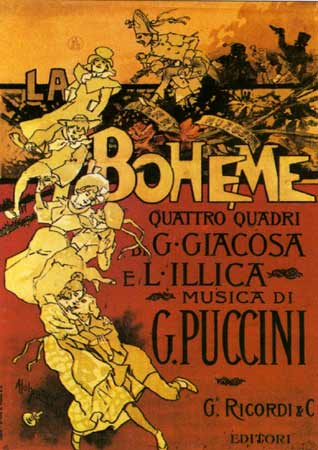
Cartel para La Bohème, 1896.

En 1906 se trasladó a Alemania, donde principalmente realizó su actividad como pintor. Entre 1909 y 1923, Hohenstein fue miembro de una asociación de artistas de Düsseldorf.